# Ramljani
Ramljani su naselje u Hrvatskoj, u Ličko-senjskoj županiji. Nalaze se u sastavu grada Otočca.

## Zemljopis
Naselje Ramljani smješteno je na jugoistočnom rubu Gackoga polja, 19 km jugoistočno od Otočca. Površine je 43,3 km², a ima 210 stanovnika (2001.).

## Stanovništvo
- 2001. – 212 (Hrvati 212)
- 1991. – 368 (Hrvati – 362, Srbi – 1, ostali – 5)
- 1981. – 499 (Hrvati – 494, Jugoslaveni – 4, Srbi – 1)
- 1971. – 637 (Hrvati – 626, Srbi – 8, ostali – 3)

## Kultura
Crkva u Ramljanima zove se sv. Mihovil arkanđela. Župna crkva sagrađena je 1730.